# Hotel Graf Stadion
Das Hotel Graf Stadion ist ein historisches 3-Sterne-Hotel in der Buchfeldgasse 5 im 8. Wiener Gemeindebezirk Josefstadt. Das Hotel wurde 1897 gegründet, im Januar 2014 geschlossen und nach Renovierungsarbeiten am 1. September 2014 vom neuen Betreiber wieder eröffnet. Das 1825 fertiggestellte Gebäude steht unter Denkmalschutz (Listeneintrag).

## Geschichte

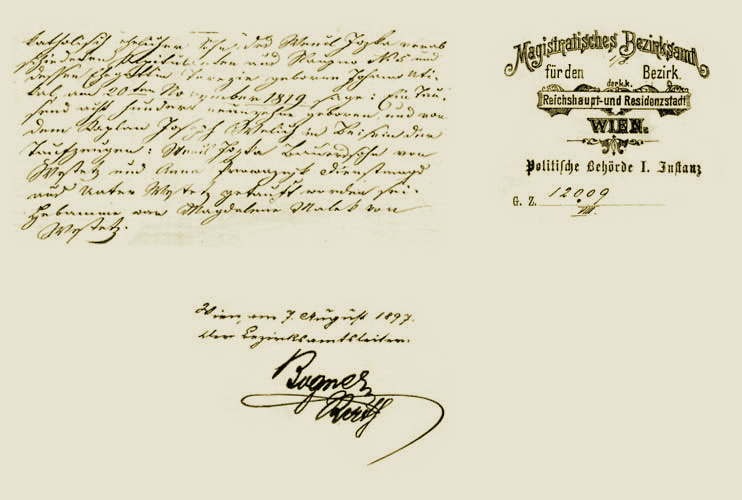
Urkunde des Magistratischen Bezirksamtes zur Gründung des Hotel Graf Stadion vom 7. August 1897

Das Gebäude in der Buchfeldgasse Nr. 5 wurde 1825 von dem Wiener Baumeister Alois Hildwein als Miethaus im Baustil des Biedermeier errichtet, als es in den 1820er Jahren zu einem enormen Aufschwung bürgerlicher Bautätigkeit kam und der Wohnbau zu einer der wichtigsten Bauaufgaben wurde. Aus der Feder Hildweins stammen auch das Miethaus Buchfeldgasse Nr. 17 (Fertigstellung durch Ignaz Göll 1828) und das Wohnhaus Buchfeldgasse Nr. 4. Alle drei Gebäude stehen unter Denkmalschutz.
Die Fassade des Gebäudes ist durch einen flachen Mittelrisalit mit Dreiecksgiebelverdachungen im Hauptgeschoß gestaltet, die Rücklagen zeigen Blendarkatur und Lünettenreliefs. Der Eingang war von Kopien der zwei ursprünglichen Hotelschilder flankiert, auf denen u. a. die Warmwasserleitung beworben wurde.
Erhaltenen Dokumenten zufolge, wurde das ehemalige Mietshaus seit 1897 als Hotel betrieben. Benannt war es nach dem österreichischen Staatsmann, Diplomaten, Außen- und Finanzminister Johann Philipp von Stadion. Mit einer einzigen Unterbrechung zwischen Juli 1945 und Dezember 1948, als das Haus in der amerikanischen Besatzungszone lag, stand das Hotel bis zu seiner Schließung in durchgehendem Betrieb. Das Gebäude wurde 1984 modernisiert und 1999 komplett renoviert und neu gestaltet. Zwischen 1999 und 2014 wurde das Hotel Graf Stadion vom Hotelfachmann Milan Oborny geführt.

## Galerie

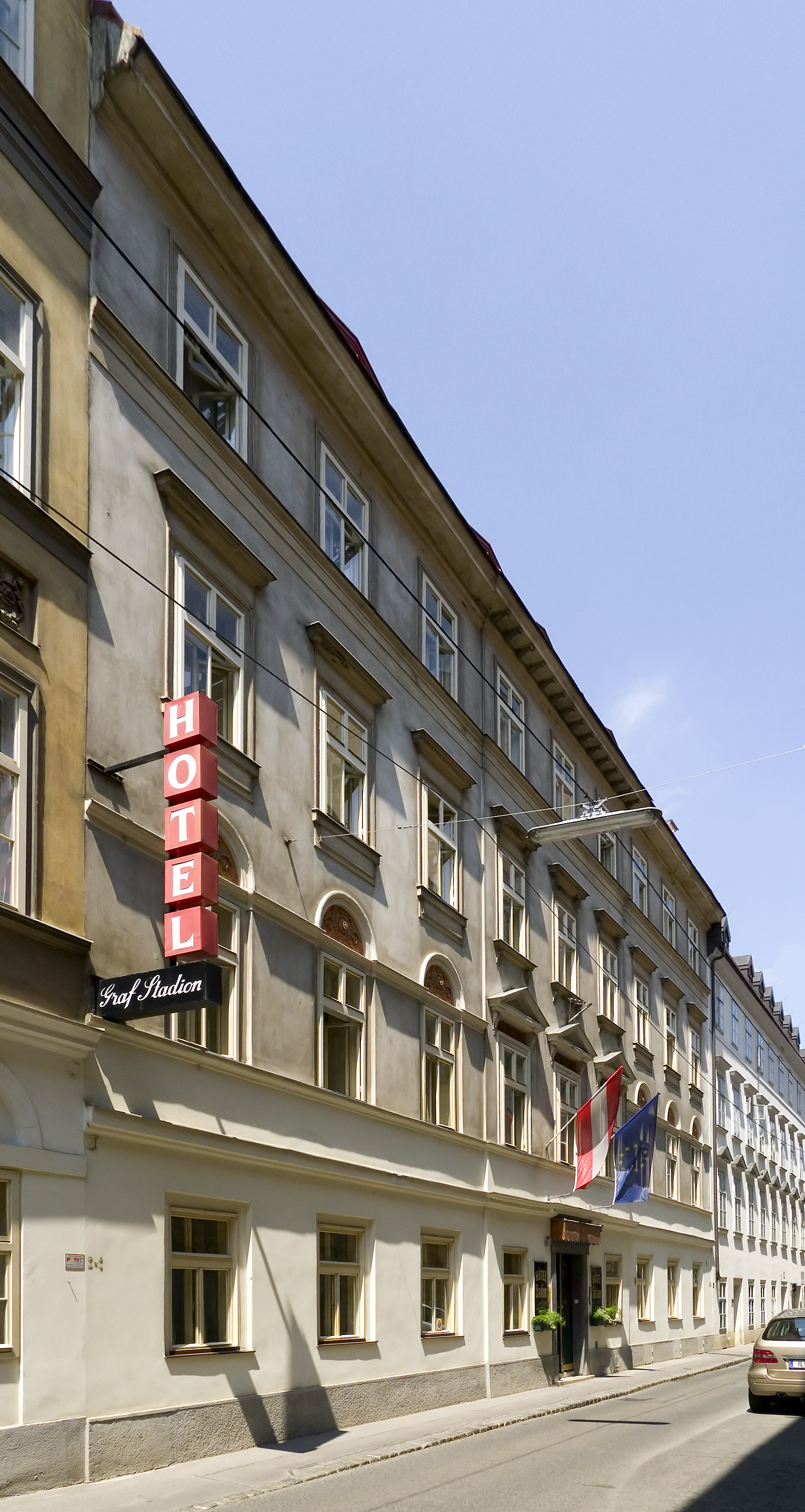
Das Hotel in der Buchfeldgasse 5
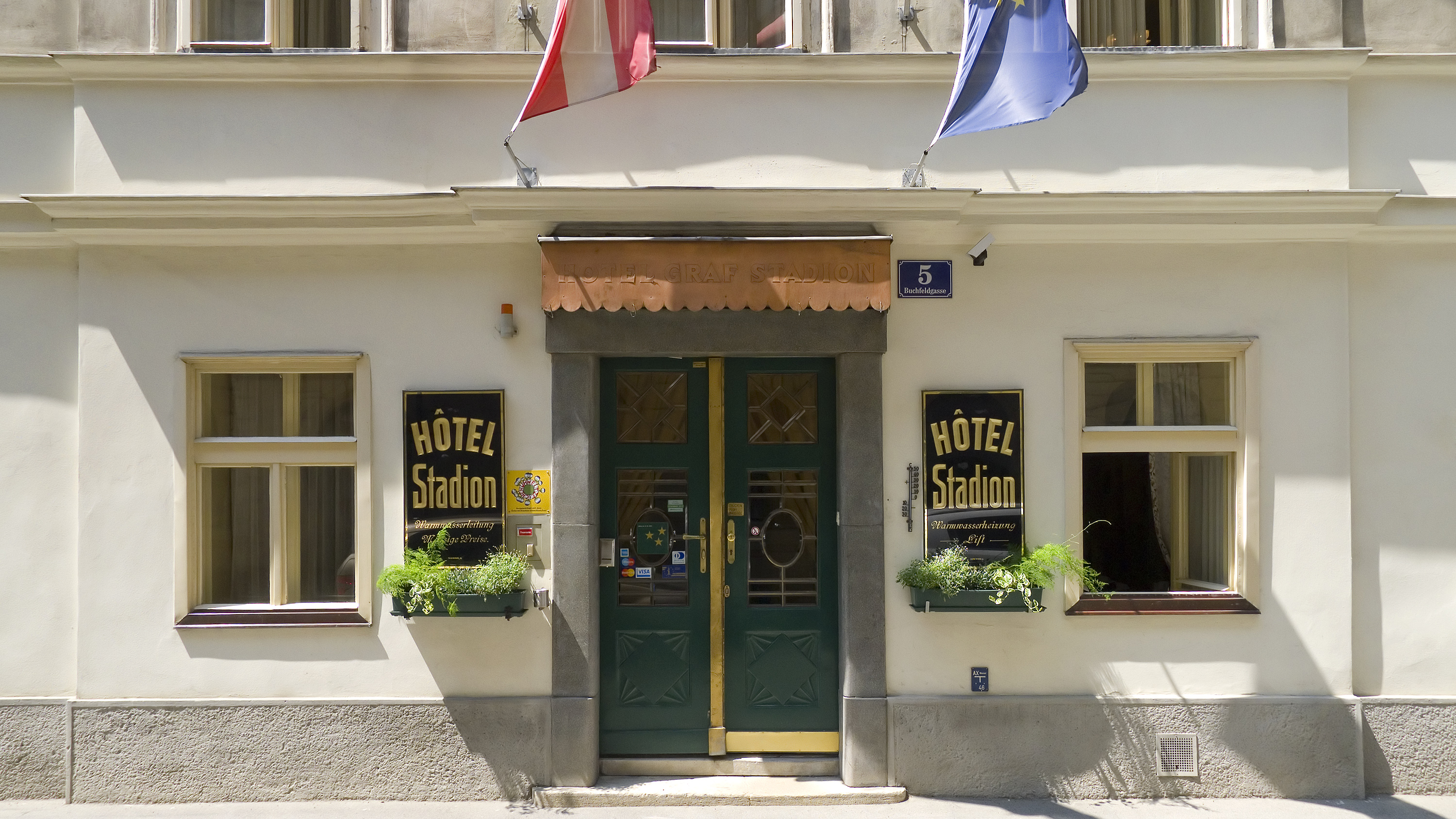
Das Portal des Hotels
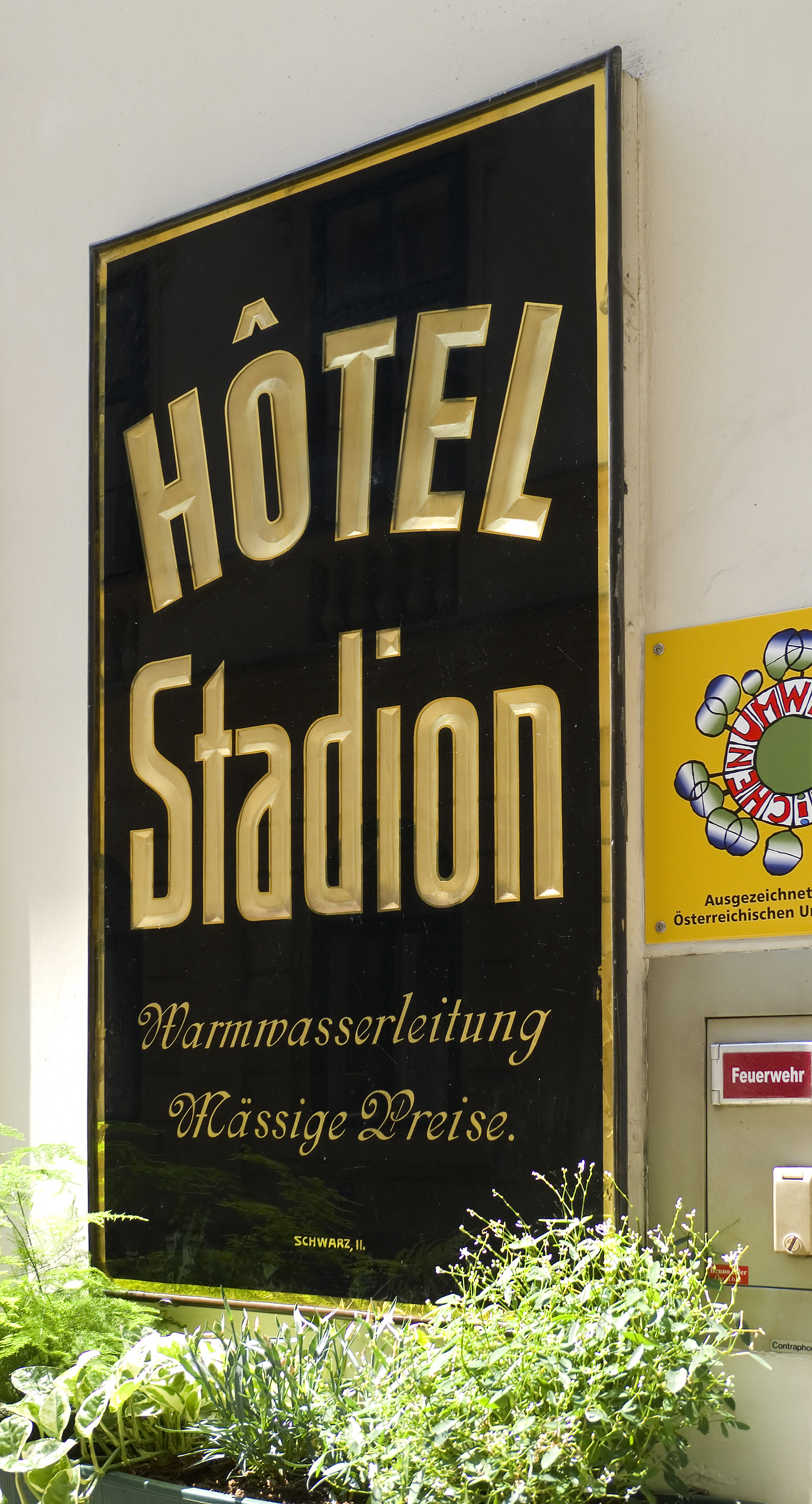
Tafel neben dem Eingang